# Léon Dehon
Pour les articles homonymes, voir Dehon.
Léon-Gustave Dehon, en religion Jean du Cœur de Jésus, né à La Capelle (Aisne) le 14 mars 1843 et mort à Bruxelles le 12 août 1925, est un prêtre catholique français. Chanoine social, il est le fondateur de la congrégation des Prêtres du Sacré-Cœur de Jésus de Saint-Quentin, et il est reconnu vénérable.

## Biographie

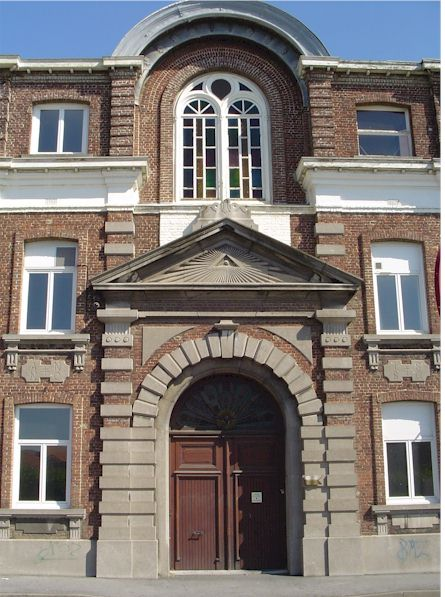
Collège d'Hazebrouck, où Léon Dehon étudie de 1855 à 1859.

Il est baptisé Léon-Gustave le 24 mars 1843 et vit au sein d'une famille aisée de propriétaires terriens, dont le père, Alexandre-Jules (1814-1882), descend d'une famille du Hainaut. Seule sa mère, née Stéphanie Vandelet, est pratiquante et a une dévotion particulière pour le Sacré-Cœur qu'elle transmet à son fils. Étant un adolescent turbulent, ses parents le mettent en pension avec son frère Henri : à 12 ans, il quitte La Capelle pour le collège d'Hazebrouck dirigé par le fameux abbé Jacques Dehaene, où il obtient son baccalauréat à seize ans, puis poursuit ses études d’Humanités à Paris à l'institut Barbet et s'inscrit aux conférences de saint Vincent de Paul en fréquentant la paroisse Saint-Sulpice. Il se sent appelé au sacerdoce, contre la volonté de son père. Mais il lui obéit dans un premier temps et poursuit des études de droit. Pendant les vacances, entre 1861 et 1863, il voyage en Europe avec son ami Léon Palustre : Grande-Bretagne, Europe centrale, Scandinavie. Il est déjà docteur en droit civil à 21 ans, le avril 1864. Son père, voulant le dissuader de devenir prêtre, l'envoie faire son Grand Tour pendant dix mois jusqu'au Proche-Orient - l'étape de Palestine et de Jérusalem est particulièrement importante pour le jeune homme. Devenu majeur, il s'arrête à Rome, où il arrive en juin 1865, sa décision étant prise de poursuivre cette fois-ci des études en vue du sacerdoce. Il étudie au Collège romain (aujourd'hui université pontificale grégorienne) en étant séminariste au séminaire français Sainte-Claire tenu par les Spiritains.

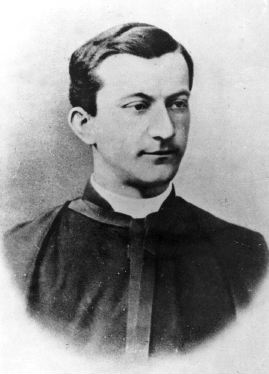
Portrait de Léon Dehon.

Il est ordonné prêtre à Saint-Jean-de-Latran à l'âge de vingt-cinq ans, le 19 décembre 1868, et célèbre sa première messe à Rome en présence de ses parents. Il célèbre la messe à La Capelle pour la première fois le 19 juillet 1869. Le jeune abbé est l'un des vingt-quatre sténographes pendant le concile Vatican I. Cette courte expérience lui fait découvrir de manière décisive différentes voix au sein de l'Église. Contrairement à une certaine frange française qui suit les opinions libérales de Félix Dupanloup, le jeune Dehon défend une optique romaine et se rapproche des idées du cardinal Pecci, futur pape Léon XIII, dont il fait la connaissance, comme le révèle son Journal. Il rentre ensuite quelque temps en France, traumatisée par la guerre de 1870. Il est de retour à Rome en mars 1871 et ajoute à ses diplômes un doctorat en philosophie, en théologie et en droit canon.

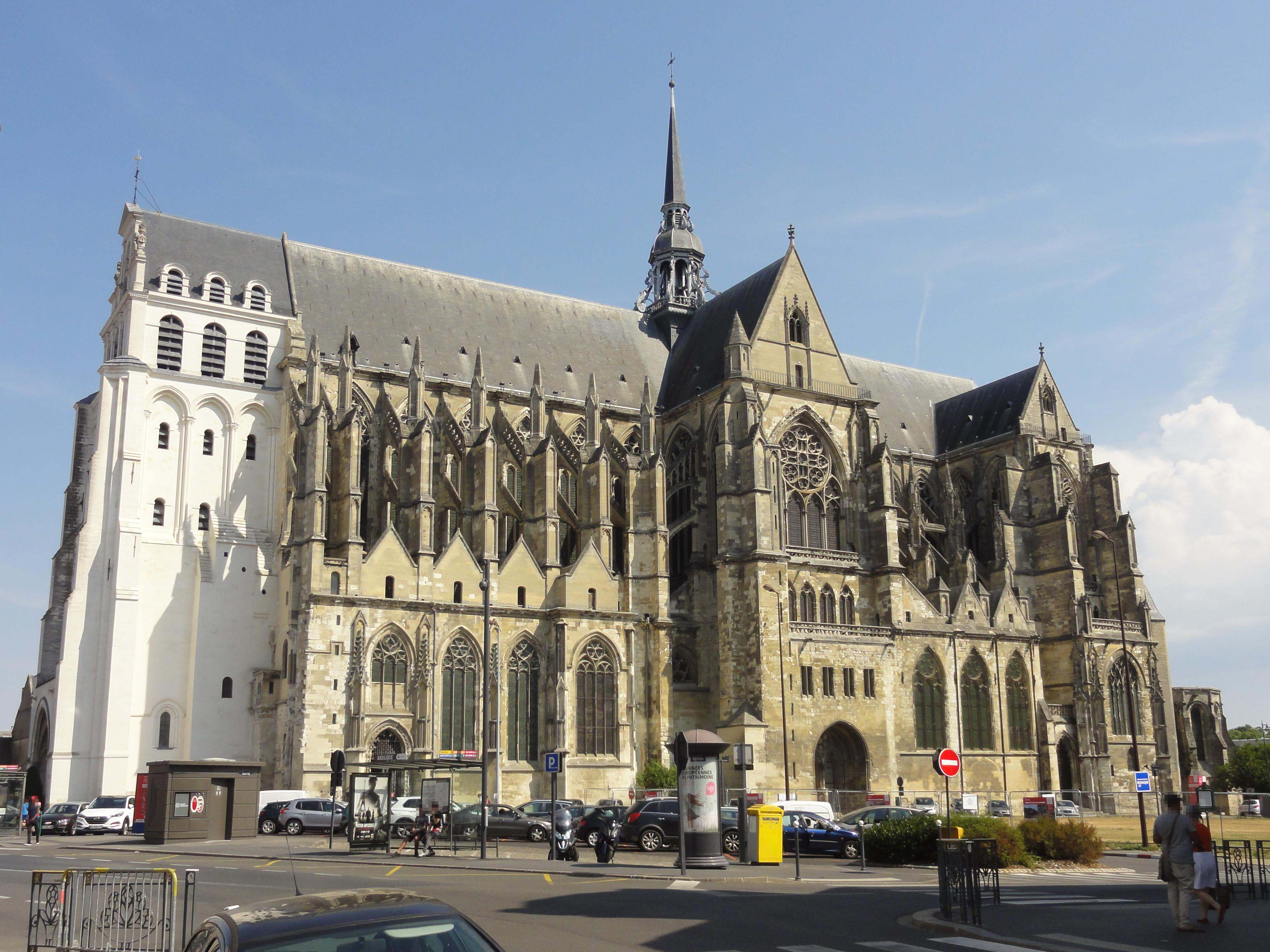
La basilique de Saint-Quentin.

Sur décision de l'évêque de Soissons, l'abbé Dehon est nommé septième vicaire à la basilique de Saint-Quentin (1871), petite ville industrielle en pleine croissance de 35 000 habitants. Il y découvre non seulement la pauvreté matérielle, mais aussi une grande précarité spirituelle et le préjugé bien ancré que la pratique religieuse est une disposition plus féminine que masculine. Il réalise que le remède au malaise social et spirituel croissant est l'association catholique. Après plusieurs œuvres d'apostolat (fondations entre autres du journal Le Conservateur de l'Aisne et du patronage de garçons Saint-Joseph, rue des Bouloirs en 1872), il devient directeur spirituel des Servantes du Cœur de Jésus qui avaient fui Strasbourg (re)devenue allemande. La rencontre avec la supérieure, mère Maria Ulrich, est un tournant car elle lui fait approfondir sa relation au Sacré-Cœur réparateur du mal terrestre ; il fonde en conséquence le collège Saint-Jean en 1876 à Saint-Quentin, et la congrégation des « prêtres du Sacré-Cœur » en 1878, en accord avec Odon Thibaudier, évêque de Soissons. Il prend le nom de religion de Jean du Cœur de Jésus. Il n'a que trente-cinq ans.
Alors que Léon Dehon s'efforce de donner à la nouvelle communauté stabilité et croissance (de graves dissensions internes ayant provoqué la suspension en 1883 par Rome de l'expérience déhonienne), il s'engage avec force, après la résolution de ces problèmes internes, dans le renouveau chrétien de la société, y compris en politique, dans la continuité de Rerum novarum de Léon XIII. Lors de nombreux congrès en France et en Italie, par la publication de ses premiers écrits sociaux et par l'édition  de nombreuses réflexions personnelles, il se met au service de la doctrine sociale de l'Église. Son commentaire sur Rerum novarum, publié en 1894, devient rapidement une lecture prisée dans les séminaires français et traduit en plusieurs langues.

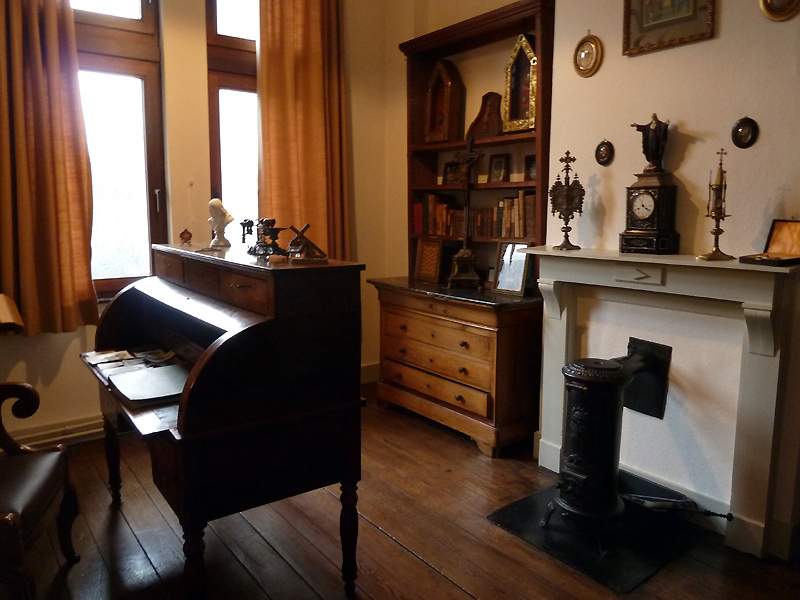
Chambre de Léon Dehon à Bruxelles.

Au tournant du siècle, cependant, les tensions entre l'Église et l'État se sont accrues en France. Tout d'abord, les religieux ont été interdits d'enseignement, puis les communautés religieuses ont été interdites et les religieux et religieuses ont été expulsés de France. Les prêtres du Sacré-Cœur ont également été touchés par ces mesures et le fondateur a dû s'inquiéter de la poursuite de l'œuvre de sa vie. Lui-même doit quitter le collège Saint-Jean où il demeurait depuis vingt ans et s'exiler à Bruxelles au printemps 1903. Cela a eu un effet positif grâce aux initiatives de Léon Dehon, car la communauté a entre-temps pris pied dans plusieurs pays, comme la Belgique, le Luxembourg, la Hollande, l'Italie (1907),la Pologne (1928),  mais aussi au Brésil (1893) et au Congo belge (1897). Plus tard elle s'installera aussi au Cameroun (1912), en Afrique du Sud et à Sumatra. En 1906, la congrégation compte 300 membres dans une vingtaine de maisons. Entre le 10 août 1910 et le 12 mars 1911, le fondateur effectue un tour du monde pour s'informer des réalités de la mission. Il s'embarque pour les États-Unis et assiste au Congrès eucharistique de 1910 à Montréal, traverse le Pacifique pour se rendre en Extrême-Orient, puis aux Indes et enfin effectue un pèlerinage en Terre Sainte, après avoir pris le canal de Suez, puis il retourne en Belgique.

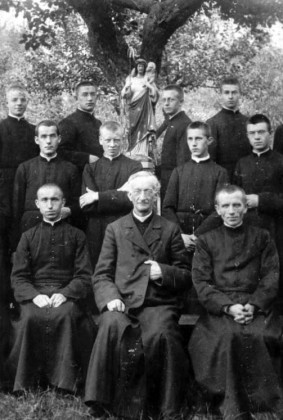
Léon Dehon et ses séminaristes.

Le déclenchement de la Première Guerre mondiale signifie un autre défi pour Léon Dehon: les prêtres du Sacré-Cœur allemands et français se font face en tant que soldats. Pour la communauté religieuse, c'est une épreuve. Léon Dehon qui a dû regagner Saint-Quentin en août 1914 ne prend aucun parti et essaye en ces temps difficiles de rester en lien avec autant de confrères que possible afin de maintenir l'unité menacée. La ville est bientôt occupée par l'armée allemande et en mars 1917 il est évacué à Bruxelles. Le 31 décembre 1917, grâce à un sauf-conduit du Saint-Siège, il gagne Rome. Il est reçu en audience par Benoît XV, le 3 janvier suivant. À la fin de la guerre, de nombreuses institutions des prêtres du Sacré-Cœur en France sont en ruine et les confrères vivent sporadiquement après leur retour de guerre et n'ont pas de réelles perspectives d'avenir. Léon Dehon, à 75 ans, a dû utiliser toutes ses forces pour motiver sa congrégation à s'unir et à se reconstruire. Il parvient à rentrer en France, les tensions anticléricales s'étant amoindries avec la guerre et la reconnaissance de la participation des prêtres morts au combat.

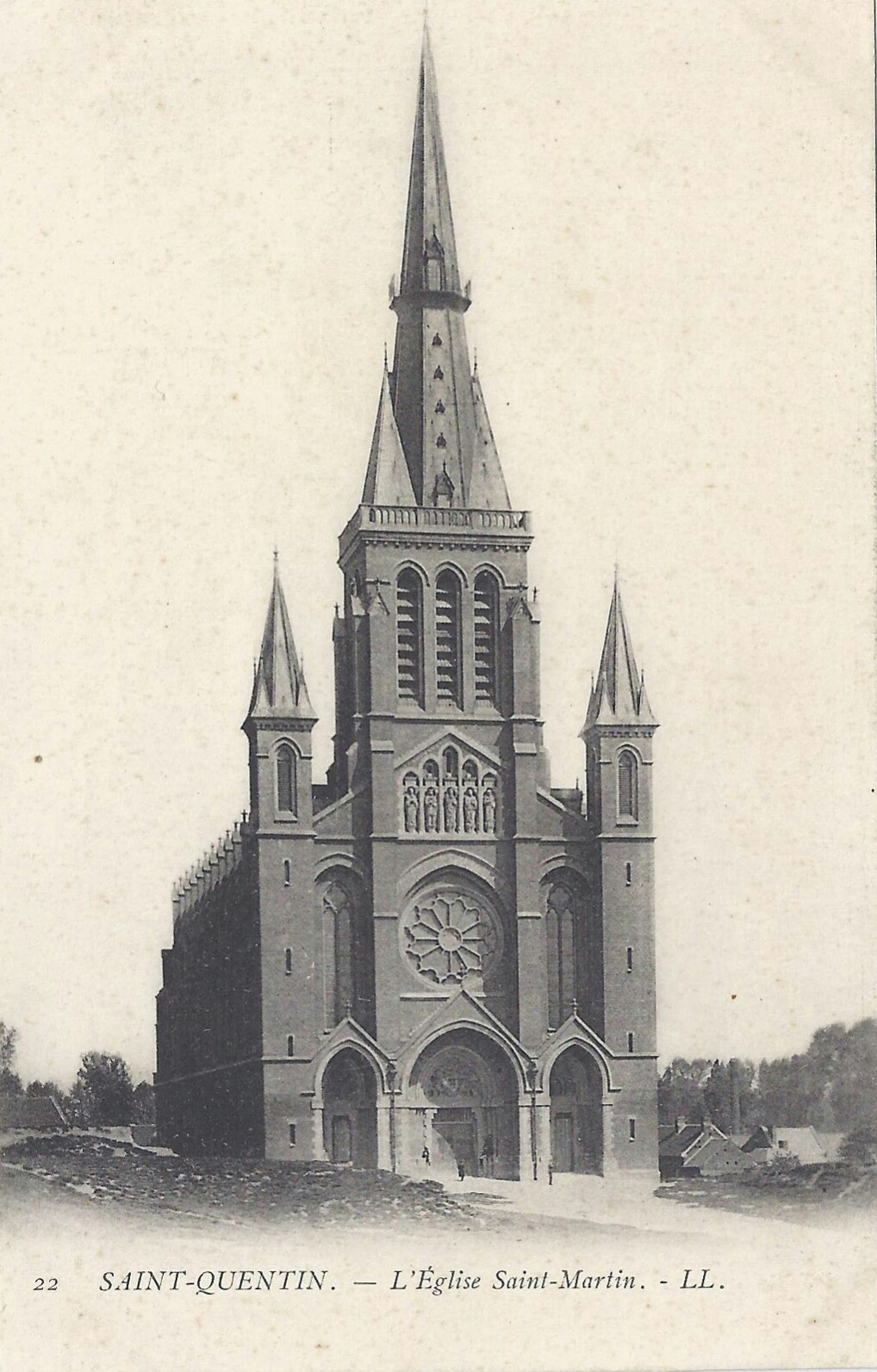
Église Saint-Martin de Saint-Quentin.

Le 5 décembre 1923, la congrégation est définitivement approuvée par Rome. Au cours de l'été 1925, il rend visite à ses confrères de Bruxelles. Il y meurt d'une gastro-entérite, le 12 août 1925 à 12 heures 10 à l'âge de 82 ans. Dans l'église Saint-Martin, qu'il a commencé à construire à Saint-Quentin, se trouve la tombe du « vénérable Père Dehon ». Il avait d’abord été enterré dans la tombe des prêtres du Sacré-Cœur au cimetière de Saint-Quentin, mais a été ré-inhumé en 1963 dans l’église Saint-Martin dont il avait posé la première pierre.
Léon Dehon a également posé la première pierre de l’église du Christ-Roi à Rome en 1920.

## Contribution
Léon Dehon a contribué par ses écrits à la spiritualité du Sacré-Cœur et à l'étude des questions sociales dans l'Église catholique. Il a organisé des œuvres sociales à Saint-Quentin (patronage Saint-Joseph, collège Saint-Jean) et fondé la congrégation des prêtres du Sacré-Cœur de Jésus [S.C.J.] de Saint-Quentin, dans l'esprit de l'Évangile et l'esprit d'amour de réparation hérité de sainte Marguerite-Marie Alacoque. La congrégation a rapidement essaimé en Europe et dans les pays de mission.

## Controverses
« On cherche des saints. En voici un qui est en train de naître… » dit de lui le pape Pie X en 1906.
Le 25 mars 1997, le pape Jean-Paul II émet le « décret sur les vertus héroïques du Serviteur de Dieu le vénérable Père Jean-Léon Dehon ». Le 19 avril 2004, le pape reconnaît comme authentique une guérison miraculeuse qui aurait été obtenue par l'intercession de Léon Dehon, permettant ainsi sa béatification. La cérémonie durant laquelle il devait être proclamé bienheureux était le 24 avril 2005, mais la mort de Jean-Paul II conduit à ajourner la célébration. 
Cependant, l'historien Jean-Dominique Durand, ancien directeur du Centre culturel français de Rome, informe les évêques français de la teneur antisémite de certains écrits du père Dehon. Trois d'entre eux, les cardinaux Jean-Marie Lustiger et Philippe Barbarin ainsi que le président de la Conférence des évêques de France, Jean-Pierre Ricard, rapportent cette affaire à Rome. Ils s'adressent à la Congrégation pour la doctrine de la foi, alors dirigée par Joseph Ratzinger, futur pape Benoît XVI, qui se déclare « choqué ». 
L'étude du dossier est alors confiée à deux commissions d'historiens,, dont les travaux amènent le pape Benoît XVI à décider, en 2005, de cesser la procédure de béatification. Dans Catholicisme social et question juive - Le cas Léon Dehon (1843-1925), publié en 2009, divers universitaires étudient l'antijudaïsme du père Dehon en le resituant dans le contexte de l'époque. 
Pour se convaincre de son antijudaïsme, il suffit de se reporter au chapitre IV de son Manuel social chrétien, dont la deuxième partie porte le titre évocateur de « L'invasion juive » et comporte une bibliographie de quatre ouvrages dont deux d'Édouard Drumont, La France juive, et Le Péril judéo-maçonnique.
Paul Ariès publie d'autres sources établissant cet antisémitisme, et l'hostilité du père Dehon à toute idée politiquement de gauche.
En 2015, le pape François souhaite l'aboutissement de la cause de béatification du prêtre français bloquée depuis 2005 en raison de ses écrits antisémites, assurant que le père Dehon avait subi une forme « d'humiliation » après sa mort et souhaitant que les écrits litigieux soient placés dans le contexte de l'époque en fonction d'un problème d'herméneutique  (interprétation selon le contexte historique).  L'association Amitié judéo-chrétienne de France fait part de sa « consternation » et de sa « vive inquiétude », et manifeste une nouvelle fois son opposition à la béatification de Léon Dehon dans un communiqué public. À cette occasion, l'association rappelle des extraits du Catéchisme socia paru en 1898, où il écrit que le peuple juif avait «la soif de l’or» et qu'«il a le Christ pour ennemi. Laissé libre et doué d’un grand talent pour la spéculation, il a conquis notre or et il nous tient asservis. Il tient la presse et fait l’opinion. Il remplit nos grandes écoles publiques et vise à s’emparer de l’administration et de la magistrature. C’est une conquête entamée et déjà bien avancée (…). Il faudra bien qu’une solution vienne et ce sera encore un triomphe pour les vieux principes de l’Eglise». Dans son ouvrage La Face cachée du pape François (2016), Paul Ariès analyse cette volonté du pape  comme étant un  signe politique donné aux catholiques identitaires compte tenu des positions anti-maçonniques et anti-socialistes de Léon Dehon.